# بزرگراه امام خمینی (شیراز)
بزرگراه امام خمینی (کمربندی شیراز) یکی از بزرگراه‌های شیراز است که در جهت شمال-جنوب شرق شهر قرار گرفت. این بزرگراه از شمال شهر یعنی دروازه قرآن شروع شده و پس از طی کردن غرب شهر به جنوب غربی در امتداد جنوب به جنوب شرق شهر یعنی (پل فسا) متصل می‌کند. این بزرگراه یکی از مهم‌ترین شاهراه های شهر شیراز است. در تیر ١۴٠١ بخش جنوبی این بزرگراه به شهرداری شیراز واگذار شد.  
این بزرگراه نه تنها یکی از بزرگترین بزرگراه‌های شیراز بلکه یکی از بزرگترین بزرگراه‌های  درون شهری کشور با طول ۵۲ کیلومتر است.

## تقاطع‌ها
| شمال به جنوب          | شمال به جنوب   | شمال به جنوب |
| --------------------- | -------------- | ------------ |
| دروازه قرآن           |                |              |
| کنارگذر شمال شرق      | بلوار امام رضا |              |
| مرودشت                | پل زیباشهر     |              |
| شهرک رکن آباد         |                |              |
| بزرگراه آرین          | پل جوادیه      |              |
| بلوار میرزای شیرازی   | پل کوی‌میلاد    |              |
| بزرگراه حسینی الهاشمی | تقاطع وحدت     |              |
| بزرگراه مهندسین       | پل‌های رودکی    |              |
| بلوار امیرکبیر        | پل امام حسن    |              |
| شهرک میانرود          | پل عدالت       |              |
| کتس بس                |                |              |
| بزرگراه خلیج فارس     | پل خلیج ‌فارس   |              |
| جنوب به شمال          |                |              |